# Île Pourewa
Île Pourewa (en anglais : Pourewa Island) siège dans la baie de Tolaga Bay, juste en dehors de la cote de la crique de Cook en Nouvelle-Zélande.
Elle était appelée initialement Spöring Island, par James Cook d'après le dessinateur finlandais Herman Spöring, un membre de l'équipe scientifique présent à bord de l'Endeavour, et en 1990 une pierre fut emportée de l'île de "Pourewa" jusqu'à l'emplacement de la naissance de Spöring à Turku en, Finlande, où il forme l'une des parties du monument qui y fut érigé pour commémorer le premier Finlandais qui avait pris pied en Nouvelle-Zélande en 1769.
Elle est aussi parfois appelée Loisel's Island[réf. nécessaire], d'après Henri Loisel qui y installa une ferme ovicole à partir de "Waihau Bay" vers le sud, et était considéré comme y gardant un yacht amarré là, mais elle est actuellement connue pour son nom maori original de Pourewa.